# Apollinaris Tholus
Apollinaris Tholus – mały wulkan na powierzchni Marsa, znajdujący się na jego południowej półkuli, na południowy zachód od wulkanu tarczowego Olympus Mons. Średnica podstawy sięga 35 km. Obszar wulkanu leży na południe od krateru Gusiew, zbadanego przez łazika Spirit.
Góra otrzymała swoją nazwę w 1997 roku.